# Guðni Valur Guðnason
Guðni Valur Guðnason, né le 11 octobre 1995, est un athlète islandais, spécialiste du lancer de disque.

## Biographie
Son record personnel est de 63,50 m obtenu en 2015 à Hafnarfjördur. Il termine sur le podium, catégorie espoirs, lors de la Coupe d'Europe hivernale des lancers 2017.

## Palmarès
| Date | Compétition                | Lieu  | Résultat | Marque  |
| ---- | -------------------------- | ----- | -------- | ------- |
| 2021 | Coupe d'Europe des lancers | Split | 2e       | 63,66 m |